# Рава (остров)
Ра́ва (хорв. Rava) — остров в хорватской части Адриатического моря. Относится к Задарской жупании Хорватии. Площадь острова — 3,63 км², длина береговой линии 15,995 километров.

## Географическое положение

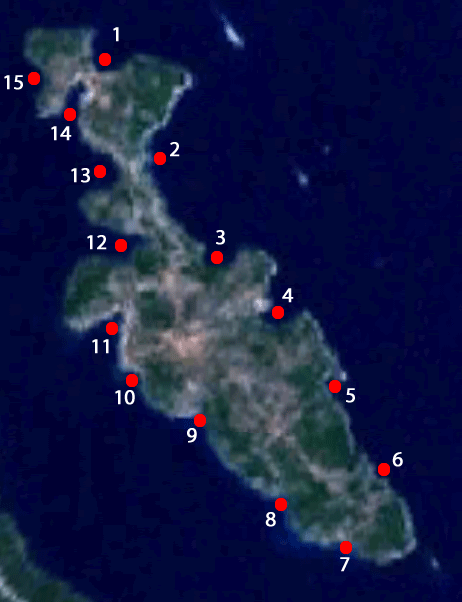
Схема заливов острова Рава

Остров относится к Задарскому архипелагу и находится между островами Иж и Дуги-Оток. Остров омывается водами Ижского и Равского проливов. Береговая линия острова сильно изрезана. На острове выделяют 15 заливов:
1. Танко
2. Валишина
3. Иваношевица
4. Павайско
5. Пестеховац
6. Дражице
7. Голубовац
8. Мартиница
9. Грбавач
10. Грбачина
11. Марница (Мариница)
12. Паладьиница (Паладиница)
13. Вичабок
14. Локвина
15. За Грбицу.

## Климат
На острове преобладает средиземноморский климат с жарким сухим летом и мягкой дождливой зимой. Среднегодовая температура — 15 °C.
Самый холодный месяц — январь (средняя температура — 7 °C), самый тёплый месяц — июль (средняя температура — 23,5 °С). Среднегодовое количество осадков — около 900 мм. Осадки выпадают, в основном, в виде дождя. Основная часть осадков выпадает зимой.

## Растительность
Мягкий средиземноморский климат благоприятствует произрастанию средиземноморских растений: здесь имеются оливковые рощи, виноградники. Доминируют невысокие деревья с густым подлеском. В лесах преобладают дуб, кустарники, падуб, ежевика, спаржа. В последние годы наблюдается увеличение популяции алеппской сосны. Среди культурных растений, помимо оливок и винограда, выращивают инжир, миндаль, гранаты, апельсины, лимоны, мандарины, грецкий орех.

## Водоснабжение
Несмотря на относительно большое количество осадков, из-за пористости почвы, на Раве отсутствуют водоёмы, поэтому жителями используется заранее накопленная дождевая или, во время засухи, привозная вода.

## Население
На острове два населённых пункта: Рава и Мала Рава.
Начиная с середины XX века население острова стабильно сокращается и по данным на 2001 год составляет 98 человек. Бо́льшая часть населения — хорваты. В таблице представлена численность населения острова Рава с 1857 по 2001 год.
| Население острова Рава по годам | Население острова Рава по годам | Население острова Рава по годам | Население острова Рава по годам | Население острова Рава по годам | Население острова Рава по годам | Население острова Рава по годам | Население острова Рава по годам | Население острова Рава по годам | Население острова Рава по годам | Население острова Рава по годам | Население острова Рава по годам | Население острова Рава по годам | Население острова Рава по годам | Население острова Рава по годам |
| ------------------------------- | ------------------------------- | ------------------------------- | ------------------------------- | ------------------------------- | ------------------------------- | ------------------------------- | ------------------------------- | ------------------------------- | ------------------------------- | ------------------------------- | ------------------------------- | ------------------------------- | ------------------------------- | ------------------------------- |
| 1857                            | 1869                            | 1880                            | 1890                            | 1900                            | 1910                            | 1921                            | 1931                            | 1948                            | 1953                            | 1961                            | 1971                            | 1981                            | 1991                            | 2001                            |
| 173                             | 219                             | 247                             | 335                             | 400                             | 400                             | 491                             | 375                             | 411                             | 371                             | 305                             | 234                             | 147                             | 120                             | 98                              |